# Závistský potok
Závistský potok, nebo také podle stejnojmenného údolí Kálek, je potok (v Centrální evidenci vodních toků veden jako "bezejmenný tok" - IDVT vodní linie 10283031) v pražských částech Točná, Závist a Komořany, který teče údolím nazývaným Kálek, a jež odděluje Brdské vrchy Čihadlo a Šance. U osady Závist naproti Zbraslavi se zprava vlévá do Vltavy. Délka toku činí asi 1,81 km (od vyústění na povrch) až 1,97 km (od čističky). Plocha povodí měří zhruba 1,13 km².

## Průběh toku
Potok pramení v pražské části Točná. Původně sbíral své vody, jak ukazuje zobrazení na starých mapách (např. první vojenské mapování) v takzvaných Komořanských lesích mezi obcemi Točná a Komořany (dříve jen dvorec, později zámek) přináležející katastrálně k Točné. Samotný pramen potoka podle všeho leží na začátku údolí Kálek mezi vrchy Šance a Čihadlo. V 70. letech 20. století byla na Čihadle zřízena základna 11. protiletadlového raketového oddílu 71. protiletadlové raketové brigády a na kraji obce byly vystavěny vojenské důstojnické bytovky (dva jednopatrové panelové domy s celkem 20 byty). V rámci jejich soběstačnosti byla nedaleko od nich v místech pramene Závistského potoka postavena malá čistička odpadních vod, z níž nyní potok vytéká.
Od vyústění na povrch pár desítek metrů pod čističkou se vodoteč drží v Kálku mezi severním úbočím vrchu Šance a jižním úbočím vrchu Čihadlo. Po jeho pravém břehu se klikatí serpentinovitá ulice Branišovská, která vede z Točné mezi Závist a Komořany. Po asi 920 metrech nadzemního toku potok opouští katastr obce Točná a pokračuje katastrem obce Zbraslav k osadě Závist (do 1957 spadala do většinou do katastru Točné), kterou obtéká. Severovýchodně od Závisti opouští katastr Zbraslavi a vtéká do katastru obce Komořany (oddělený od Točné roku 1957). Tam se přes jeho údolíčko v lese klene mostek, po němž původně vedla hlavní komunikace mezi Zbraslaví, Závistí, Komořany a Modřany. Zde jeho proud posiluje voda ze studánky Pod Šancemi, poté podbíhá pod současnou hlavní komunikací v Komořanské ulici a je znovu posílen ze Závistské studánky. Během téměř celé délky svého toku až k ulici Komořanská je součásti přírodní rezervace Šance, která je současně značena jako evropsky významná lokalita Břežanské údolí. Na posledních metrech svého poměrně prudkého toku potok podbíhá pod železniční tratí 210 a pod cyklostezkou A2 a po překonání spádu 139 metrů vtéká do Vltavy.